# Kobra konžská
Kobra konžská (Naja christyi, dříve též Boulengerina christyi) je africký jedovatý had z čeledi korálovcovitých, žijící pouze ve vodním a mokřadním ekosystému v části povodí řeky Kongo a přilehlých územích. Dospělí jedinci dorůstají 1,1–1,4 m a jejich zbarvení bývá proměnlivé, zpravidla jde však o kombinaci tmavší barvy (hnědé, šedé, černé) se světlejší (bílou, žlutavou, stříbřitě šedou).

## Rozšíření a výskyt
Kobra konžská má omezený areál rozšíření. Vyskytuje se na západě Demokratické republiky Kongo, v jižní polovině Republiky Kongo, ve velmi malé části jihovýchodního Gabonu a v provincii Cabinda na severním konci Angoly. Její výskyt je vázán na vodní živel, kde tento druh kobry hledá potravu i útočiště. Přirozeným prostředím kobry konžské jsou lesy, bažiny, záplavové oblasti a pobřežní porosty říčního systému řeky Kongo. Nevyskytuje se tedy mimo nížinné, teplé a vlhké prostředí konžského pralesa.

## Popis
Kobra konžská je středně až mírně dlouhá, její tělo je poměrně štíhlé, avšak pevně stavěné, se středně dlouhým zužujícím se ocasem. Hlava je krátká, zřetelně odlišená od krku. Krk dokáže nadouvat do terče. Oči jsou poměrně malé s kruhovými panenkami. Hřbetní šupiny jsou hladké a lesklé. Průměrná délka dospělců je kolem 1,1 metru, může však dorůst přes 2,3 m.
Svrchní zbarvení je černohnědé. Týl a přední třetina těla jsou nepravidelně světlehnědě a černě příčně pruhované; černá tvoří na krku kroužky. Horní ret je světlehnědý s černými proužky na švech mezi štítky. Spodek hlavy je hnědavě bílý. Břicho a spodní strana ocasu jsou černavé.

## Chování
Chování kobry konžské je málo známé, soudí se však, že je aktivní ve dne i v noci. Mnoho času tráví ve vodě; je vynikajícím plavcem. Ukrývá se mezi kameny, v děrách a pod převislými kořeny na březích vod. Využívá také lidských staveb (mosty, mola). Obecně není agresivní. Při přiblížení ve vodě rychle odplave. V ohrožení na souši se vztyčí, nadme úzký terč a syčí. Při vytrvalém dráždění může zaútočit.

## Reprodukce
Kobra konžská je vejcorodá, období páření a počet vajec ve snůšce však nejsou známy.

## Potrava
Živí se převážně rybami a obojživelníky, příležitostně však loví také drobné ještěrky a hlodavce.

## Jed
Jed kobry konžské není dobře prozkoumán, soudí se však, že jde o nebezpečný neurotoxin jako u většiny korálovcovitých. Proti jedu tohoto druhu nebyl dosud (2020) připraven protijed; z tohoto důvodu je třeba manipulaci s ním považovat za nebezpečnou.